# Molino de Barranco Grande
El 'molino de Barranco Grande está situado en el barrio homónimo de Santa Cruz de Tenerife (Canarias, España).
Es Bien de Interés Cultural, con categoría de Sitio Histórico.

## Descripción
Se trata de un molino de viento gemelo del Molino de Cuevas Blancas pero que quedó reducido a unos pocos restos tras la destrucción de los muros perimetrales por una pala mecánica el 27 de enero de 1973.
A finales de mayo de 2007, el molino fue adquirido por el Ayuntamiento de Santa Cruz tras un largo contencioso con los propietarios privados. En 2010 se completó un proyecto de recuperación del molino y su entorno. Manteniendo la estructura derruida, se repusieron las aspas de viento y otras partes de la maquinaria. Algunos de sus antiguos elementos, encontrados con ocasión de las obras, están dispuestos en torno al molino junto con paneles informativos vandalizados hacia 2012.

## Galería

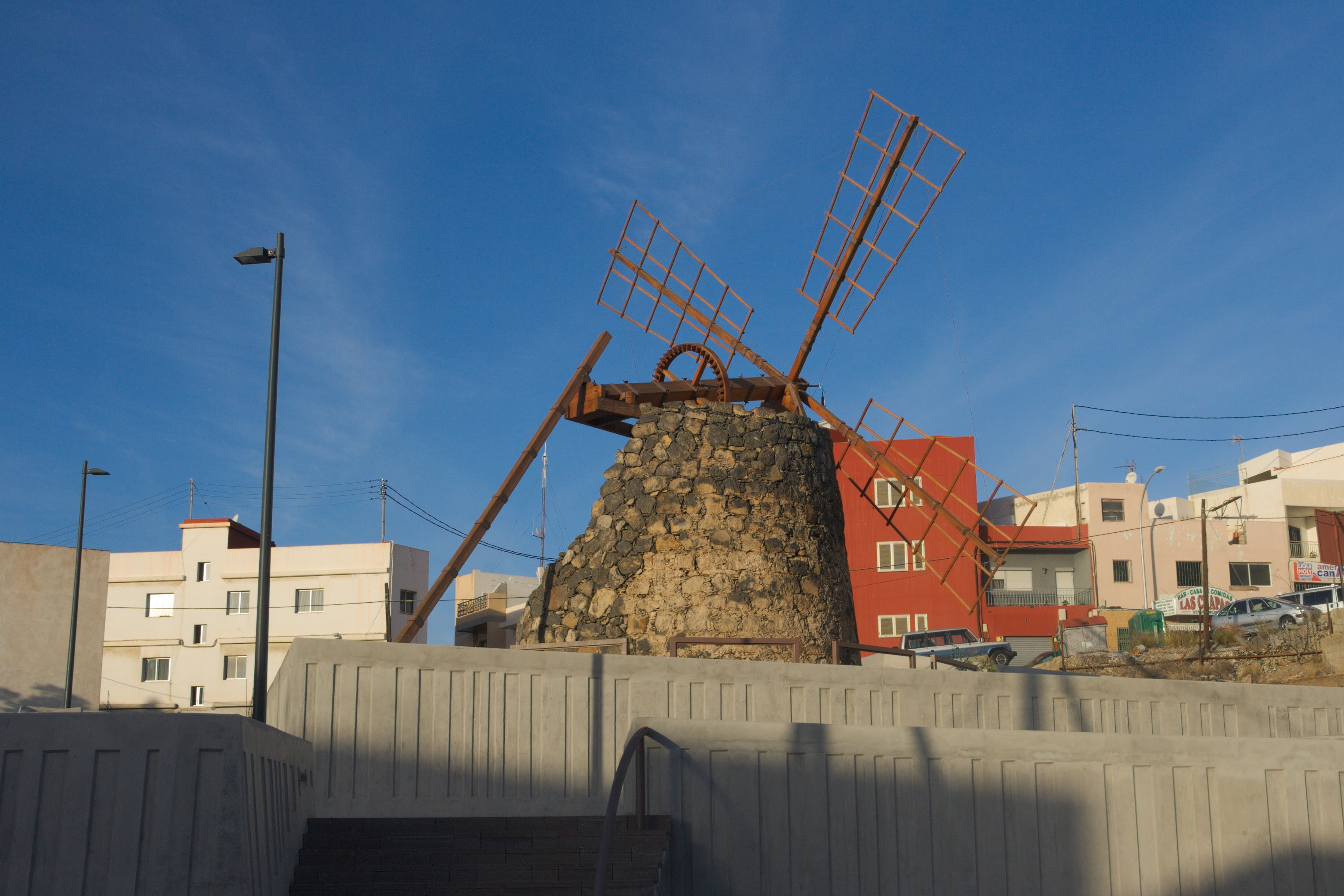
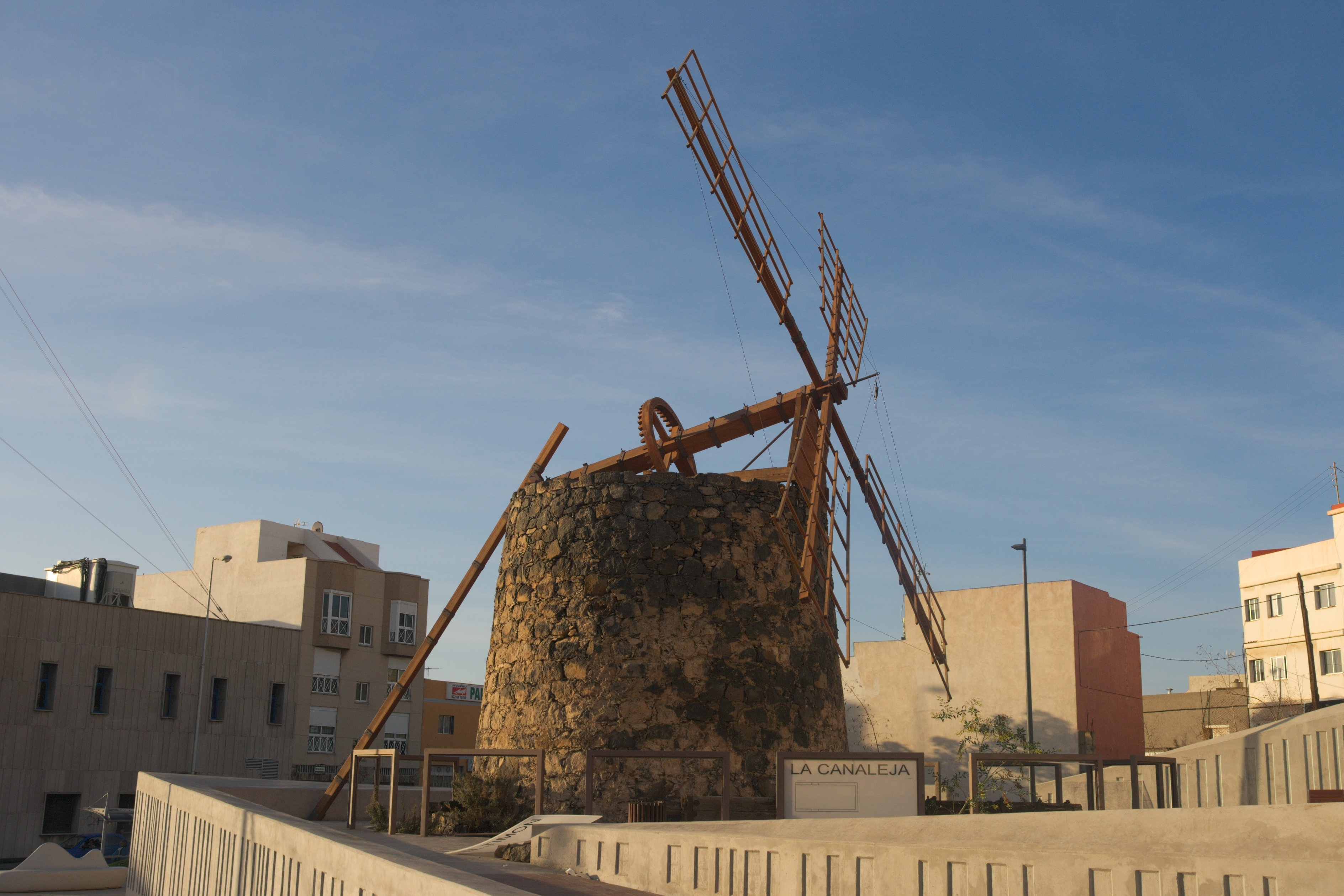
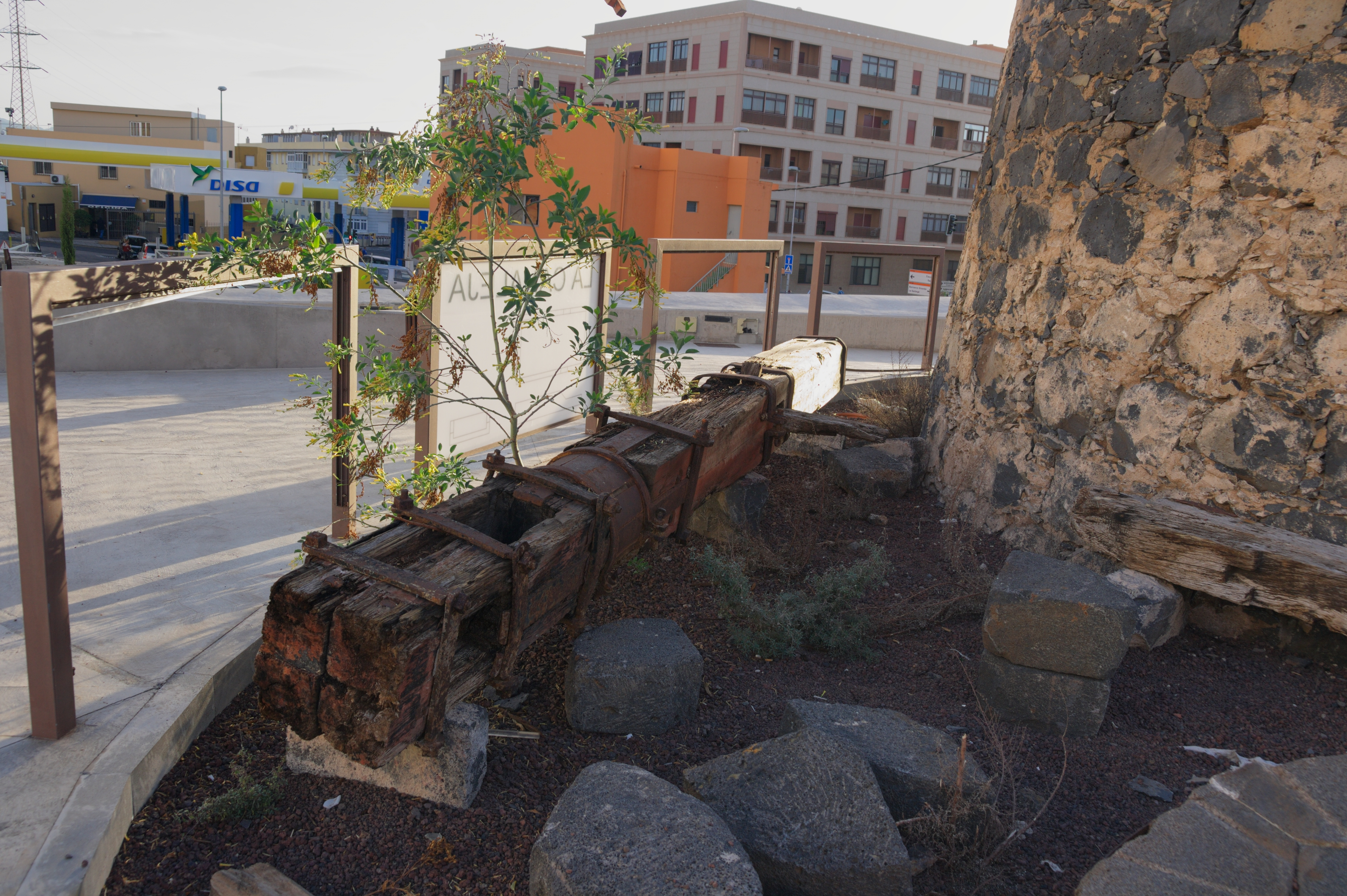
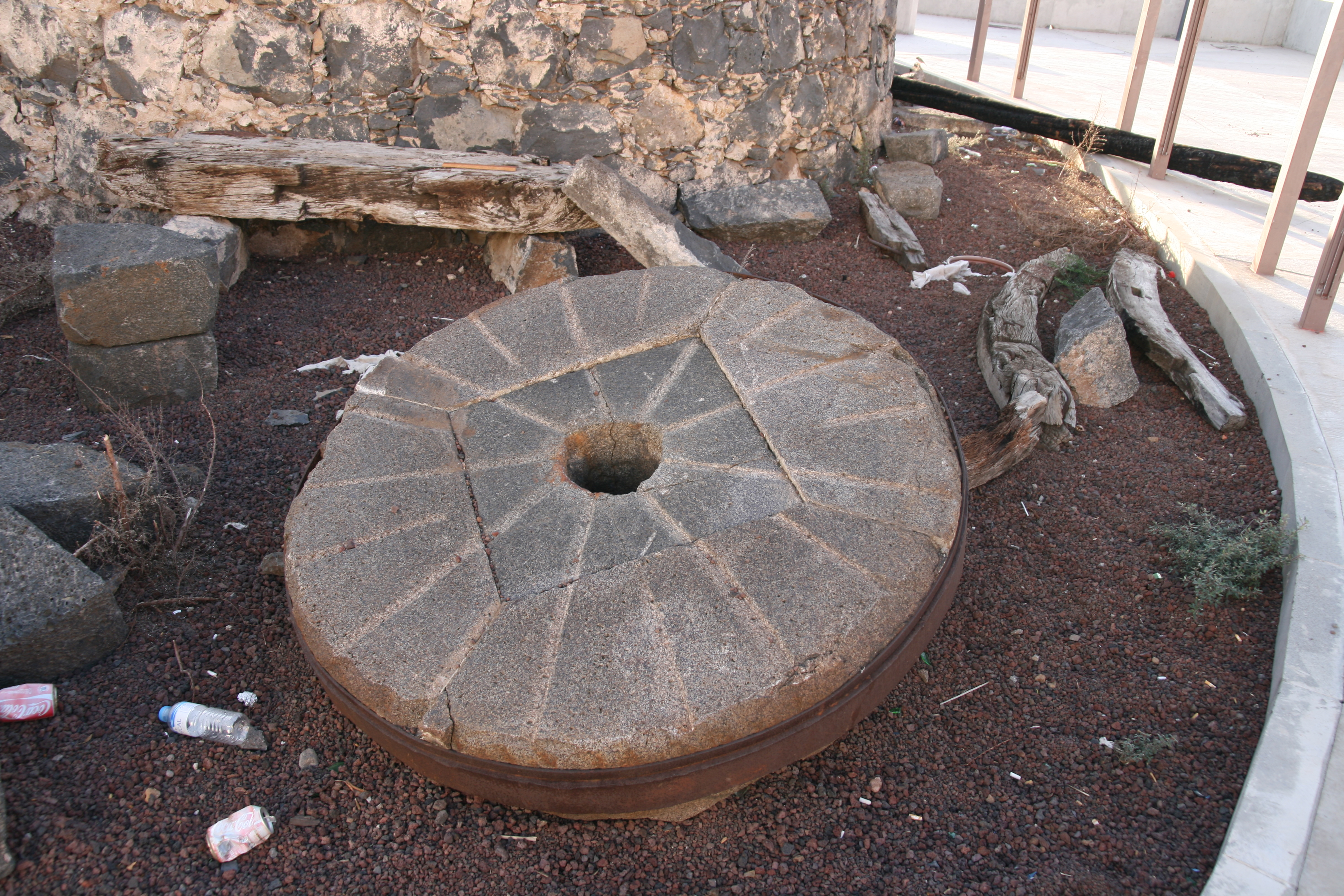